# پیترو دی جورجیو
پیترو دی جورجیو (انگلیسی: Pietro De Giorgio؛ زادهٔ ۱۶ فوریهٔ ۱۹۸۳) بازیکن فوتبال اهل ایتالیا است.
از باشگاه‌هایی که در آن بازی کرده‌است می‌توان به باشگاه فوتبال پروجا، باشگاه فوتبال مسینا، باشگاه فوتبال فروزینونه، باشگاه فوتبال چیتادلا، باشگاه فوتبال کروتونه، باشگاه فوتبال امپولی، و باشگاه فوتبال ناپولی اشاره کرد.